# Sally Yeh

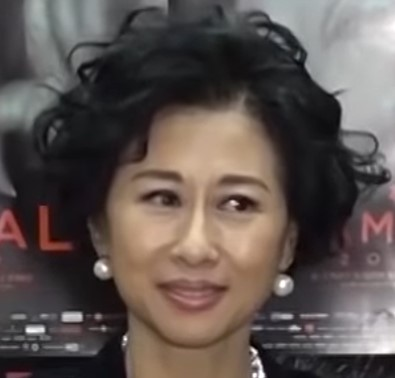
Sally Yeh (2019)

Sally Yeh (chinesisch 葉蒨文 / 叶蒨文, Pinyin Yè Qiànwén, W.-G. Yeh Chien-Wen, Jyutping Jip6 Sin3man4; * 30. September 1961 in Taipeh), auch bekannt als Sally Yip oder Yip Sin-man, ist eine Hongkonger Cantopop-Künstlerin und Schauspielerin.

## Herkunft und Jugend
Sally Yeh wurde 1961 als Yeh Chien-Wen (Pinyin: Ye Qianwen) in der taiwanesischen Hauptstadt Taipeh geboren. Ihr Vater, ein aus Zhongshan, Guangdong stammender Physiklehrer, der fließend Englisch spricht, lernte in Taipeh bei der Arbeit ihre Mutter kennen und gründete mit ihr eine Familie. Sally Yehs Mutter war Tochter eines hohen Beamten der Kuomintang aus Shandong. Die Familie wanderte nach Kanada aus, als sie vier Jahre alt war. Sie wuchs in Victoria (British Columbia) auf, wo ihr Vater als Dozent in der University of Victoria lehrte. Aus dieser Zeit besitzt sie die kanadische Staatsangehörigkeit.

## Karriere
Yehs Karriere als Sängerin begann in den frühen 1980er Jahren, kurze Zeit später war sie auch als Schauspielerin erfolgreich, nachdem sie Songs aus Filmsoundtracks gesungen hatte. Sie veröffentlichte insgesamt 30 Studioalben, dazu Kompilationen und Liveaufzeichnungen.
Yeh versuchte zunächst in Taiwan eine Gesangskarriere zu machen, ging jedoch später nach Hongkong, das damals das wichtigste Zentrum der chinesischen Unterhaltungsindustrie war. Yeh lernte hierfür Hongkong-Kantonesisch zu sprechen, trainierte auch ihr gesprochenes Mandarin und das Lesen von chinesischen Schriftzeichen, verlässt sich aber beim chinesischen Texten immer auf die Mandarin-Umschrift und die Kantonesisch-Umschrift zur Unterstützung.

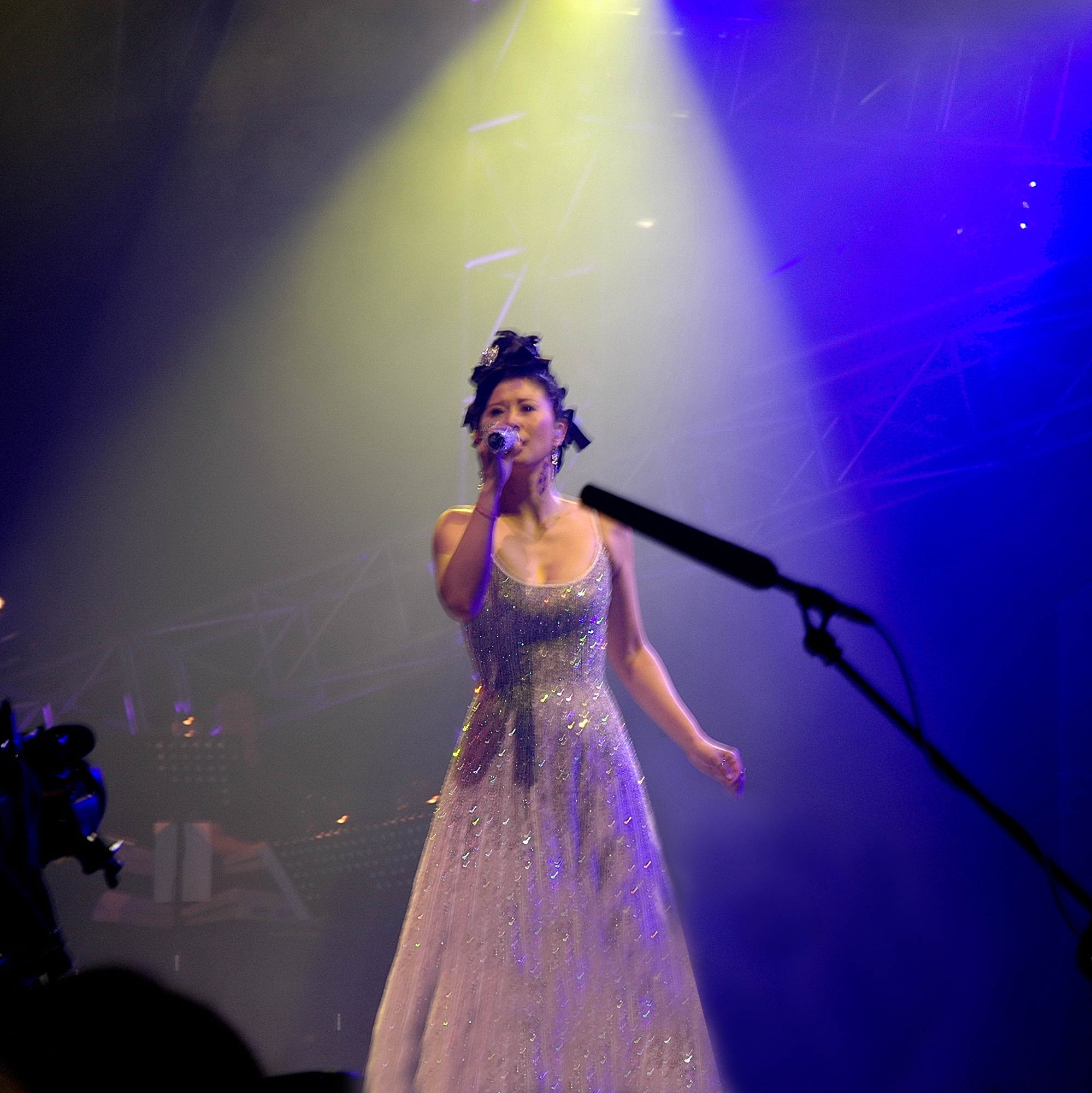
Sally Yeh (2005)

In einem 2022 auf Englisch geführten Interview mit Liu Xin in der Nachrichtensendung The Point von CGTN sagte Sally Yeh, dass sie den Inhalt von Nachrichtensendungen auf Chinesisch gut verstehe, wenn sie diese höre, in den Jahren ihrer Karriere als Sängerin chinesischer Lieder jedoch oft nicht in der Lage gewesen sei, den gesungenen Text vollständig zu verstehen.
Yeh wirkte auch an einer Reihe von Soundtracks mit (meist bei Filmen von Tsui Hark mit Filmmusik von Wong Jim), darunter 1987 „Lai Ming But Yiu Loi“ aus A Chinese Ghost Story.
Sally Yeh arbeitete auch mit verschiedenen westlichen Künstlern zusammen, so nahm sie 1992 mit Tommy Page „I’m Always Dreaming of You“ auf, im Folgejahr „I Believe in Love“ mit James Ingram.
Im Jahr 2002 kehrte Yeh wieder auf den Cantopop-Markt zurück. Sie veröffentlichte das Album „Can You Hear“ und gab eine Reihe von Konzerten in verschiedenen Ländern.

## Image und Einordnung
Sally Yeh war eine der ersten Überseechinesen, die in den 1980er Jahren in der chinesischen Unterhaltungsindustrie auftraten, und eine der wenigen aus einem englischsprachigen Land. Sie war auch eine der ersten Hochchinesisch sprechenden Persönlichkeiten, die in die Unterhaltungsindustrie Hongkongs eintrat. Damit ebnete sie den Weg für nachfolgende Diven wie Faye Wong, mit der sie in ihrer Glanzzeit gelegentlich zusammenarbeitete.
Auf ihrer eigenen Webpräsenz bezeichnet sich Yeh selbst als The Effervescent Queen of Pop (dt.: „Die überschäumende Königin des Pop“).

## Privates
1996 heiratete Yeh den Hongkonger Sänger, Komponisten und Produzenten George Lam, der zwei Kinder mit in die Ehe brachte.

## Filmographie
- Honest Little Ma 一根火柴 (1980)
- Marianna 賓妹 (auch 你要活著回去) (1982)
- Crimson Street 殺人愛情街 (1982)
- Golden Queen Commando (auch Amazon Commando / Jackie Chan’s Crime Force / Sexy Commando) 紅粉兵團 (1982)
- Pink Force Commando (Sequel to Golden Queens Commando) 紅粉游俠 (auch 烈血長天) (1982)
- A Flower in the Storm (auch Falling in the Rain Flowers) 飄零雨中花 (1983)
- A Certain Romance 少女日記 (1984)
- Funny Face 醜小鴨 (1984) (Cameo)
- Shanghai Blues 上海之夜 (1984)
- The Occupant (auch The Tenant) 靈氣迫人 (1984)
- Teppanyaki (auch New Mr. Boo, Teppanyaki / Mr. Boo 6) 鐵板燒 (1984)
- Seven Foxes X陷阱 (1984)
- Mob Busters 惡漢笑擊隊 (auch 情報販子) (1985)
- Cupid One 愛神一號 (1985)
- Just For Fun 空心少爺 (1985)
- The Protector 威龍猛探 (1985) (Hong Kong version)
- Welcome 補鑊英雄 (1985)
- Aces Go Places 4 (auch Mad Mission IV / You Never Die Twice) 最佳拍擋IV之千里救差婆 (1986)
- Peking Opera Blues 刀馬旦 (1986)
- The Laser Man (1988)
- The Diary of a Big Man 大丈夫日記 (1988)
- I Love Maria (auch RoboForce) 鐵甲無敵瑪利亞 (1988)
- The Killer 喋血雙雄 (1989)[11]
- Swordsman 笑傲江湖 (1990) a
- The Banquet 豪門夜宴 (1991) (Cameo)
- Sisters of the World Unite 莎莎嘉嘉站起來 (1991)
- Love Under the Sun (2003)[12][13]

## Auszeichnungen Film
- 1987 Hongkong Film Awards als bester Originalsong für „Lai Ming But Yiu Loi“ aus dem Film A Chinese Ghost Story
- 1988 Hong Kong Film Awards für den besten Originalfilm-Song A Chinese Ghost Story
- 1990, 1991, 1992 und 1993 Jade Solid Gold Best Ten Music Awards als beliebteste Sängerin Hongkongs
- 1994 Golden Melody Awards für die beste chinesische Künstlerin
- 2011 Goldene Nadel bei der 33. Top Ten Chinese Gold Song Music Award Ceremony von Radio Television Hong Kong

## Auszeichnungen Musik
| Goldene Schallplatte - Taiwan - 1996: für das Album Candlelight (燭光) |

Anmerkung: Auszeichnungen in Ländern aus den Charttabellen bzw. Chartboxen sind in ebendiesen zu finden.
| Land/RegionAuszeichnungen für Musikverkäufe (Land/Region, Auszeichnungen, Verkäufe, Quellen) | Gold  | Platin | Verkäufe | Quellen |
| -------------------------------------------------------------------------------------------- | ----- | ------ | -------- | ------- |
| Taiwan (RIT)                                                                                 | Gold1 | —      | 133.967  | [ 15 ]  |
| Insgesamt                                                                                    | Gold1 | —      |          |         |